# Muzej Reda oslobođenja u Parizu
Muzej Reda oslobođenja u Parizu (fra. Musée de l'Ordre de la Libération) je vojni muzej unutar povijesnog kompleksa Doma invalida u Parizu, svojevrsnog čuvara francuske vojničke tradicije i povijesti. U Domu invalida, izgrađenom u vrijeme vladavine kralja Luja XIV. već od ranije postoje i djeluju dva vojnopovijesna muzeja: veliki Vojni muzej (fra. Musée de l'Armée) i Muzej planova i reljefa (fra. Musée des Plans-Reliefs ). Muzej Reda oslobođenja smješten je u zapadnom krilu Doma invalida, u prizemlju i na prvom katu, s posebnim ulazom iz velikog dvorišta. Osnovan je nakon Drugog svjetskog rata kako bi se sačuvala uspomena na žrtvu koja je bila potrebna za oslobođenje Francuske i njen izlazak iz rata kao pobjednice.

### Unutarnje poveznice
- Vojni muzej u Parizu
- Vojni muzej u Beogradu